# Castello Doria (Portovenere)
Il castello Doria è una fortezza situata sull'altura rocciosa che domina il borgo marinaro di Portovenere, in provincia della Spezia. Considerato una delle più maestose architetture militari della Repubblica di Genova nel Levante ligure, si raggiunge percorrendo la via al Castello.

## Storia

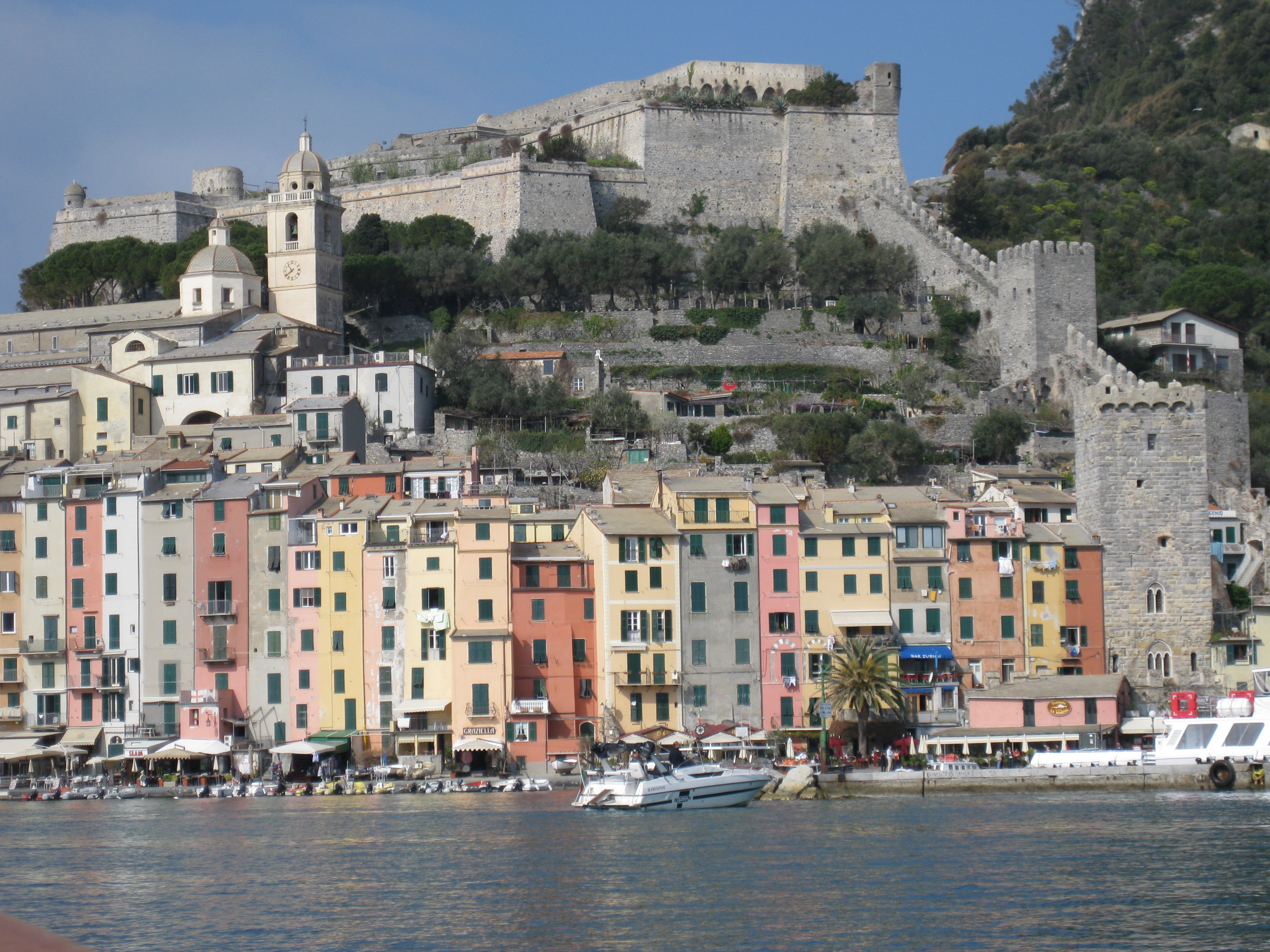
Il castello e il borgo di Porto Venere

Ancora oggi non si conosce l'effettiva data di edificazione del primo edificio fortificato: le ricerche archeologiche non sono riuscite a stabilire se si tratti di struttura costruita ex-novo dai genovesi, o se fu riedificata su di una preesistente fortezza di epoca bizantina. 
Gli unici dati disponibili e pervenuti agli storici risalgono al 1139 quando la Repubblica di Genova acquisì il controllo del borgo di Portovenere dai De Nobili di Vezzano, difendendosi così a levante dalla rivale Repubblica di Pisa.
Nel 1161 il castello fu ricostruito in una zona maggiormente dominante rispetto al preesistente, vicino alla chiesa di san Pietro, e la nuova costruzione fu praticamente annessa ad un'altra struttura fortificata, compresa di due torri di avvistamento identiche. Nei primi anni dopo la nuova edificazione, le due fortificazioni ebbero due distinti castellani e fu nell'edificio inferiore che prese residenza il podestà locale.
Nel XIII secolo la fortezza fu al centro delle lotte tra Genova e Pisa per il dominio sulle terre circostanti; intorno alla metà del secolo sia il castello che il borgo marinaro di Porto Venere fecero parte del vasto feudo nel Levante ligure di Nicolò Fieschi e ritorneranno ad essere dominio della repubblica genovese a partire dal 1276.

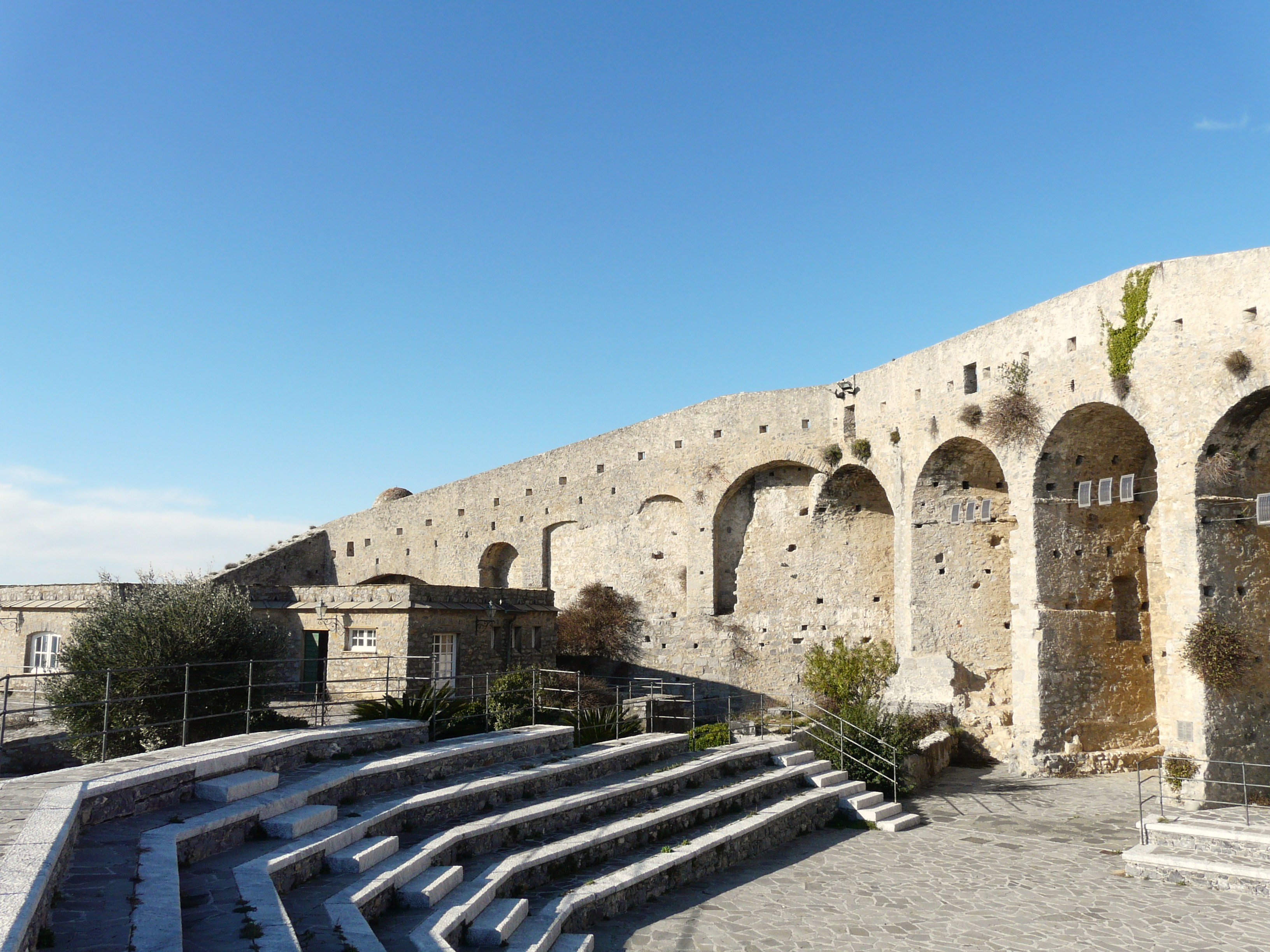
La piazza d'armi del castello

Intorno alla seconda metà del XV secolo Genova decise, nel piano di riordino dei castelli e delle fortezze nel golfo spezzino, di demolire di fatto il castello e di riedificarlo con criteri più moderni secondo i canoni architettonici e militari dell'epoca; i lavori di riedificazione si protrassero tra il XV e XVI secolo, ma fu solo nel XVII secolo che l'opera assunse l'aspetto attuale dopo altri notevoli ampliamenti.
Durante la dominazione napoleonica della Repubblica Ligure, all'inizio del XIX secolo l'edificio verrà utilizzato come carcere tuttavia senza alterarne le forme architettoniche.
Oggi l'antica fortezza genovese è proprietà del Comune di Portovenere e, dopo un accurato lavoro di restauro negli anni settanta del Novecento, è sede di mostre d'arte in diverse manifestazioni che si svolgono nell'intero arco dell'anno.

## Architettura

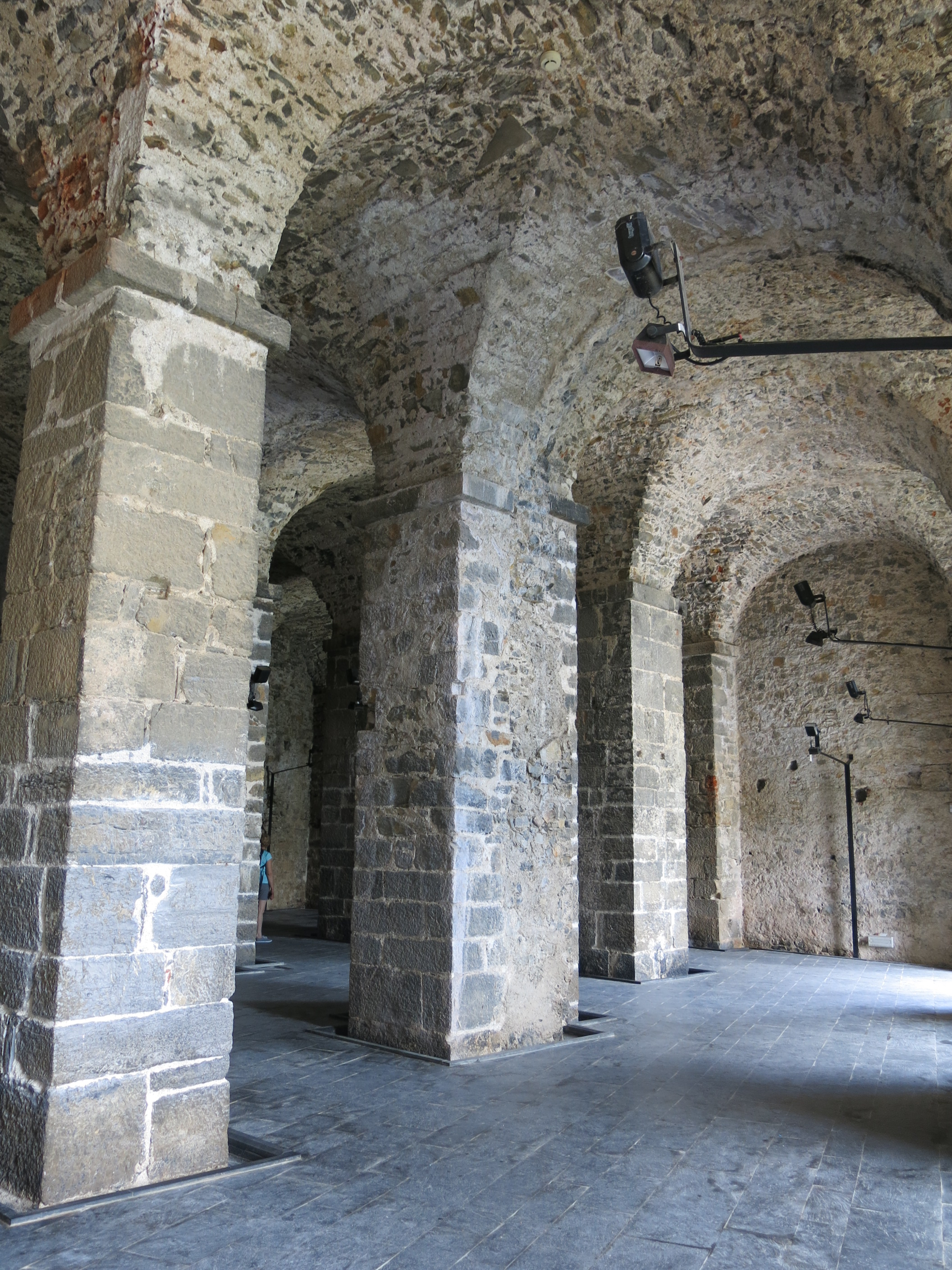
Sala ipostila

Il forte ha una pianta a forma pentagonale da cui, sui salienti a valle, sporgono tre bastioni, mentre su quelli rivolti a monte domina un robusto torrione circolare che faceva già parte del precedente castello medievale.
I bastioni avevano il compito di controllare gli accessi al borgo e dal mare antistante; il corpo costruito nel XVI secolo, posto più a monte, doveva invece garantire la sicurezza da eventuali pericoli provenienti dai monti che circondano Portovenere.
L'accesso alla fortezza avveniva attraverso un ponte levatoio, oggi non più esistente, ma le cui fessure di scorrimento per i tiranti sono ancora oggi ben visibili; l'accesso attuale è attraverso un imponente portale.
All'interno della fortezza cinquecentesca, alla quale si accede tramite un corridoio a volta e una scala coperta, si trova una Sala ipostila la cui volta di copertura è sostenuta da pilastri. Sopra di essa è l'alloggio del castellano locale che, dal XVI al XVII secolo, fu sede del Capitano del popolo.
Dal castello un muro di cinta con feritoie, camminamento e torri scende a includere il borgo di Portovenere.